# Drumul european E576
Drumul european E576 este o cale secundară a transporturilor rutiere din Europa, între localitățile Cluj-Napoca și Dej.